# Компсон, Бетти
Бетти Ко́мпсон (англ. Betty Compson; 19 марта 1897, Бивер, Юта — 18 апреля 1974, Глендейл, Калифорния), урождённая Элеанор Луисим Ко́мпсон (англ. Eleanor Luicime Compson) — американская актриса, популярная в эпоху немого кино.

## Биография
Элеанор Луисим Компсон родилась в городе Бивер в штате Юта 19 марта 1897 года. После смерти отца она была вынуждена бросить школу, чтобы начать работать и содержать себя и овдовевшую мать. Вскоре ей удалось найти работу скрипачки в одном из театров в Солт-Лейк-Сити.
Её актёрская карьера стартовала в 1915 году с мелких ролей в немых фильмах и стала стремительно развиваться. Только в 1916 году Компсон снялась в 25 фильмах, хотя во многих её роли были незначительные и она не значилась в титрах. В 1920 году Бетт занялась продюсированием фильмов. Она некоторое время работала на голливудской студии «Бартон», где приобрела права на экранизацию трёх произведений. Её первый фильм, «Заключённая любви», вышел на экраны в 1921 году. Во всех своих фильмах она выступала не только в качестве продюсера, но и как актриса.
После завершения съёмок фильма «Женщина с четырьмя лицами» в 1923 году, Компсон подписала контракт с одной из британских кинокомпаний и на время перебралась в Лондон. Там она появилась в четырёх картинах, в одной из которых — «Женщина женщине» (1923), одним из сценаристов был Альфред Хичкок. В 1928 году Компсон снялась в немом фильме с небольшими разговорными вставками «Зазывала». Роль Кэрри в этом фильме принесла Бетти номинацию на премию «Оскар» как Лучшей актрисе.
В 1928 году Комсон исполнила одну из самых своих известных ролей — Мэй в фильме «Пристани Нью-Йорка». Спустя два года она появилась в роли Шерри Малотт в фильме «Негодяи». Аналогичную роль в новой версии фильма в 1942 году исполнила Марлен Дитрих.
Последний раз на большом экране Компсон появилась в 1948 году в фильме «Здесь приходит беспокойство», после чего навсегда покинула кино.
Компсон трижды была замужем. Её первым супругом был режиссёр и актёр Джеймс Круз. Её второй брак с продюсером Ирвингом Вайнбергом закончился разводом, а третий супруг, Силвиус Джек Голл умер в 1962 году. Бетти Компсон скончалась от инфаркта 18 апреля 1974 года в своём доме в Глендейле, Калифорния, на 78 году жизни. Её вклад в киноиндустрию США отмечен звездой на Голливудской аллее славы.